# Liste der Monuments historiques in Oberschaeffolsheim
Die Liste der Monuments historiques in Oberschaeffolsheim führt die Monuments historiques in der französischen Gemeinde Oberschaeffolsheim auf.

## Liste der Bauwerke
| Bezeichnung                                         | Beschreibung    | Standort                                      | Kennzeichnung | Schutzstatus | Datum | Bild           |
| --------------------------------------------------- | --------------- | --------------------------------------------- | ------------- | ------------ | ----- | -------------- |
| Grabdenkmal für Franz Anton Melchior von Birkenwald | Sandstein, 1713 | Rue de la Mairie, in der Kirchhofmauer (Lage) | PA00084869    | Inscrit      | 1934  | weitere Bilder |

## Liste der Objekte
| Bezeichnung                    | Beschreibung | Standort                         | Kennzeichnung | Schutzstatus | Datum | Bild           |
| ------------------------------ | --- | -------------------------------- | ------------- | ------------ | ----- | -------------- |
| Skulptur Aufgebahrter Christus | Fragment eines Heiligen Grabs; Sandstein, um 1500                                                                                | in der Kapelle Notre-Dame (Lage) | PM67001499    | Inscrit      | 2003  |                |
| Hauptaltar (Ulrichsaltar)      | Altartisch, Tabernakel, Retabel und Gemälde; Holz, farbig gefasst, versilbert und vergoldet, sowie Ölfarbe auf Leinwand, um 1783 | in der Kirche St-Ulrich (Lage)   | PM67001500    | Inscrit      | 2003  | weitere Bilder |
| Marienaltar                    | Altartisch, Retabel und zwei Gemälde; Holz, farbig gefasst, versilbert und vergoldet, sowie Ölfarbe auf Leinwand, um 1783        | in der Kirche St-Ulrich (Lage)   | PM67001501    | Inscrit      | 2003  | weitere Bilder |
| Josephsaltar                   | Altartisch, Retabel und zwei Gemälde; Holz, farbig gefasst, versilbert und vergoldet, sowie Ölfarbe auf Leinwand, um 1783        | in der Kirche St-Ulrich (Lage)   | PM67001502    | Inscrit      | 2003  | weitere Bilder |